# Bitcasino
Bitcasino là một nhà điều hành sòng bạc dẫn đầu bằng bitcoin có trụ sở tại Estonia.
Bitcasino có văn phòng tại Tallinn và Malta.

## Lịch sử
Bitcasino được thành lập vào tháng 1 năm 2014 tại Estonia bởi Tim Heath. Bitcasino là một phần của Tập đoàn Yolo và thuộc sở hữu của mBet Solutions NV.
Vào năm 2015, nền tảng này đã ra mắt khe cắm theo chủ đề video đầu tiên được thiết kế cho người chơi Bitcoin.
Vào năm 2018, Bitcasino đã hợp tác với nhà phát triển trò chơi Gameart.
Vào tháng 5 năm 2020, Bitcasino đã hợp tác với Pioneer Club và The Giving Block để tổ chức một loạt giải đấu poker từ thiện "No Limit Hold'em" cứu trợ COVID-19. Công ty cũng hỗ trợ một buổi hòa nhạc từ thiện ảo do The Giving Block tổ chức. Bitcasino cũng đã phát động chiến dịch gây quỹ “Crypto vs COVID-19”. Vào tháng 8 năm 2020, công ty đã công bố quan hệ đối tác với nhà phát triển trò chơi di động OneTouch.
Vào tháng 9 năm 2021, Bitcasino thông báo bắt đầu hợp tác với tổ chức thể thao điện tử Evil Geniuses. Vào tháng 12 năm 2021, công ty bắt đầu hợp tác với Paradise Trippies.
Vào tháng 1 năm 2022, rapper người Kenya King Kaka trở thành đại sứ của công ty. Vào tháng 2 năm 2022, giải khúc côn cầu chuyên nghiệp 3ICE bắt đầu hợp tác với Bitcasino và trở thành đối tác chính thức của công ty tại Canada. Vào tháng 6 năm 2022, nghệ sĩ hip-hop Nam Phi Cassper Nyovest trở thành đại sứ của Bitcasino. Vào tháng 8 năm 2022, nền tảng này đã hợp tác với ESTCube-2 để gửi một bitcoin lên vũ trụ vào năm 2023.
Bitcasino có hơn 2800 trò chơi bao gồm máy đánh bạc, trò chơi trên bàn và sòng bạc có người chia bài trực tiếp.
Nền tảng này cho phép giao dịch với các mạng tiền điện tử như Bitcoin, Cardano, Ethereum, Litecoin, Ripple, Tron và Tether. Bitcasino được cấp phép bởi Curacao.

## Giải Thưởng
2020 — Chiến dịch CRM tốt nhất của EGR
2020 — EGR Chiến dịch truyền thông xã hội tốt nhất